# Lisnavaragh Ráth
Lisnavaragh Ráth ist ein Ringfort 1,4 km östlich von Scarva im County Down in Nordirland. Die zu den gut erhaltenen Raths in Irland zählende Struktur wird in die späte Eisenzeit (100–400 n. Chr.) datiert.
Das bis zu 38 m messende ovale Zentrum war von drei (trivallate) Wällen und zwei erhaltenen Gräben umgeben. Der dritte (äußere) Graben ist jedoch kaum mehr vorhanden. Die äußeren Wälle sind sehr kräftig und die Gräben relativ tief. Im Südosten liegt der einzige Zugang, der die dreifache Graben-Wall-Linien unterbrach. 
Die in den 1950er Jahren unternommenen Ausgrabungen erbrachten außer einem Pfosten im Zugangsbereich kaum Funde. In der Nähe liegen der noch größere Lisnagade Ráth und die Walllinie Dane’s Cast.